# Antoniwka (Bila Zerkwa, Stawyschtsche)
Antoniwka (ukrainisch Антонівка; russisch Антоновка Antonowka) ist ein Dorf im Süden der ukrainischen Oblast Kiew mit etwa 500 Einwohnern (2001).

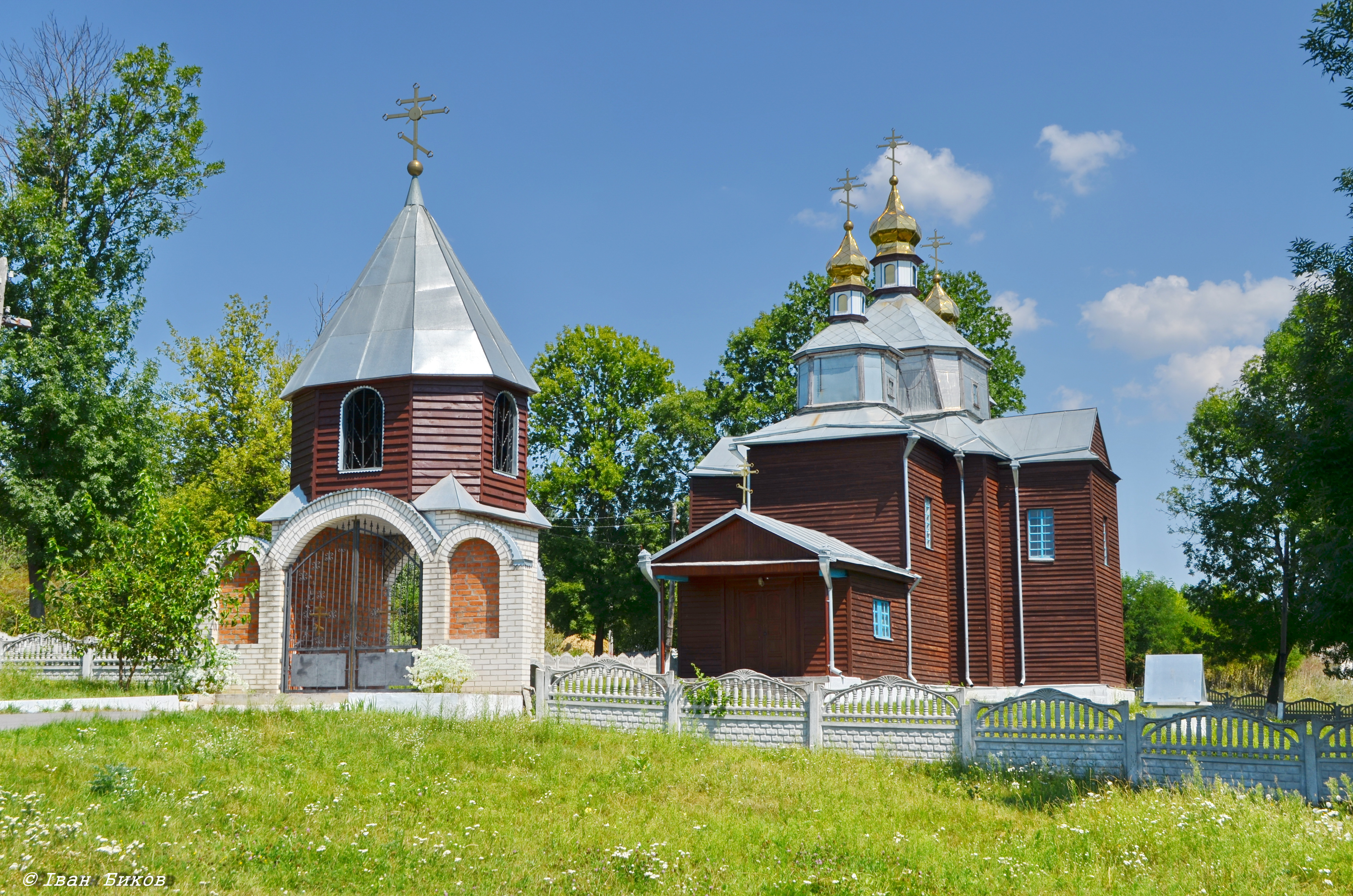
Die Geburtskirche der Muttergottes in Antoniwka

Das an Stelle einer Siedlung vom Ende des 14. Jahrhunderts 1656 gegründete Dorf hatte 1856 etwa 1070 Einwohner. Nahe dem Dorf befinden sich die Ruinen einer Siedlung der Kiewer Rus aus dem 10.–13. Jahrhundert.
Die Ortschaft liegt auf einer Höhe von 209 m am Ufer des Hnylyj Tikytsch, einem 157 km langen Quellfluss des Tikytsch, 6 km östlich vom ehemaligen Rajonzentrum Stawyschtsche und 140 km südlich von Kiew. Vier Kilometer westlich vom Dorf verläuft die Territorialstraße T–10–21.
Am 12. Juni 2020 wurde das Dorf ein Teil der neugegründeten Siedlungsgemeinde Stawyschtsche, bis dahin bildete es die gleichnamige Landratsgemeinde Antoniwka (Антонівська сільська рада/Antoniwska silska rada) im Osten des Rajons Stawyschtsche.
Am 17. Juli 2020 kam es im Zuge einer großen Rajonsreform zum Anschluss des Rajonsgebietes an den Rajon Bila Zerkwa.